# 石壁街道
石壁街道是中国广东省广州市番禺区下辖的一个街道，于2009年6月9日由原钟村镇拆出，主要管辖廣州南站周边地区。此外，番禺区政府的派出机构（市副局级）广州南站地区管理委员会与石壁街道办事处合署办公，负责广州南站地区各项社会事务的综合协调和管理工作。

## 行政区划
石壁街道下辖以下地区：
9个行政村：石壁一村、石壁二村、石壁三村、石壁四村、屏山一村、屏山二村、都那村、韦涌村、大洲村
1个社区：南站社区居民委员会

## 交通

### 地铁
- █广州地铁2号线：广州南站、石壁站
- █广州地铁7号线：大洲站、广州南站、石壁站
- █广州地铁22号线：广州南站、陈头岗站
- █佛山地铁2号线：广州南站